# アンドレ・マトス
アンドレ・マトス(Andre Matos, Andre Coelho Matos, 1971年9月14日 - 2019年6月8日)は、ブラジル出身の歌手、または彼を中心としたヘヴィメタルバンドである。

## バイオグラフィ
1987年にヴァイパーのボーカルとしてデビューし、『ソルジャーズ・オブ・サンライズ』（1987年）、『シアター・オブ・フェイト』（1989年）という2枚のアルバムを発表したのち脱退、1991年にキコ・ルーレイロらと共にアングラを結成する。「キャリー・オン」を含むアルバム『エンジェルズ・クライ』、『ホーリー・ランド』、そして『ファイア・ワークス』を発表するも、2000年にマトスを含む3人が脱退する。そして、彼らと共にシャーマンを結成するも2枚のアルバムを発表した後2006年にマトスとマリウッティ兄弟が脱退してしまう（シャーマンはドラマーのリカルド・コンフェッソーリ以外のメンバーを一新し活動継続）。しかし、マトスはメンバーを集め、自分の名前を掲げたアンドレ・マトスを結成、2007年にアルバム『タイム・トゥ・ビー・フリー』、2009年に『メンタライズ』を発表した。2010年、元ストラトヴァリウスのティモ・トルキ、ヤリ・カイヌライネン、元ソナタ・アークティカのミッコ・ハルキン、元ハロウィン、ガンマ・レイのウリ・カッシュらと共にシンフォニア (Symfonia)を結成すると発表。2011年春にアルバムをリリースするも、翌年にティモ・トルキの無期限活動休止によって解散してしまう。同年にドラマーのエロイがセパルトゥラに加入するため脱退。マトスはかつて在籍したヴァイパーに、アルバムデビュー25周年を機に一時的復帰。ギタリストのヒューゴもヴァイパーにサポートメンバーとして加入。2012年8月にバンドとしてのアンドレ・マトスの3rdアルバム『ザ・ターン・オヴ・ザ・ライツ』をリリースした。
2019年6月8日に死去。マトスは、6月2日にサンパウロで開催されたライヴでステージに立っており、そのわずか6日後の急死であった。

## バンドとしてのアンドレ・マトス
2007年に結成された、アンドレ・マトスを中心とするヘヴィメタルバンド。

### メンバー

#### 現メンバー
- アンドレ・マトス Andre Matos - ボーカル、ピアノ
- ヒューゴ・マリウッティ Hugo Mariutti - ギター
- アンドレ“ザザ”ヘルナンデス André "Zaza" Hernandes - ギター
- ブルーノ・ラディスロウ Bruno Ladislau - ベース
- ロドリーゴ・シルヴェイラ Rodrigo Silveira - ドラムス

#### 元メンバー
- ラファエル・ロサ Rafael Rosa - ドラムス
- エロイ・カサグランデ Eloy Casagrande - ドラムス　セパルトゥラに加入。
- ファビオ・リベイロ Fabio Ribeiro - キーボード
- ルイス・マリウッティ Luis Mariutti - ベース

### ディスコグラフィ
各バンド名義での作品については、それぞれのバンドの項を参照。
- タイム・トゥ・ビー・フリー  TIME TO BE FREE (2007年)
- メンタライズ  MENTALIZE (2009年)
- ザ・ターン・オヴ・ザ・ライツ THE TURN OF THE LIGHTS (2012年)